# مون هیونگ جین
این یک نام کره‌ای است؛ نام خانوادگی مون است.
مون هیونگ جین (کره‌ای: 문형진؛ زادهٔ ۲۶ سپتامبر ۱۹۷۹) همچنین با نام شان مون (انگلیسی: Sean Moon) نیز شناخته می‌شود، یک پاستور آمریکایی است. مرکز حقوقی فقر جنوبی در ژانویه ۲۰۱۸، مون هیونگ جین را «رهبر فرقهٔ ضد ال‌جی‌بی‌تی» نامید. مون و برخی دیگر از اعضای کلیسای Sanctuary در سازماندهی یورش ۲۰۲۱ به کاخ کنگره ایالات متحده کمک کردند.